# Eurypon miniaceum
Eurypon miniaceum är en svampdjursart som beskrevs av Thiele 1905. Eurypon miniaceum ingår i släktet Eurypon och familjen Raspailiidae.
Artens utbredningsområde är havet utanför Chile. Inga underarter finns listade i Catalogue of Life.